# Batalha de Ongala
A Batalha de Ongala ou Ongal foi travada no verão de 680 na região da Ongal, cuja localização exata não se sabe, mas próximo da ilha Peuce no delta do Danúbio. Esta batalha teve grande influência e importância, não apenas para os Balcãs, mas também para a história da Europa, pois marcou a criação do primeiro estado búlgaro na região.

## Origens do conflito
Em 632, o cã Cubrato conseguiu unir os protobúlgaros no estado-nação da Antiga Grande Bulgária, entre  Mar Negro e o Mar Cáspio. Depois da sua morte, na década de 660, o novo país foi ameaçado pelos constantes ataques dos cazares vindos do oriente e seus filhos, para melhor defendê-lo, dividiram-no entre si. Beano, o mais velho, herdou o trono, mas foi derrotado pelos cazares e se tornou vassalo deles. Cotrago migrou para o norte e fundou a Bulgária do Volga, enquanto que o terceiro, Asparuque, migrou para o ocidente e se assentou na região de Ongala, ao norte do Danúbio. Após consolidar seu comando, ele lançou um ataque contra as terras bizantinas ao sul do rio. Na época, o Império Bizantino estava ocupado com o califado Omíada, que havia cercado Constantinopla não fazia muito tempo. Porém, em 680, os bizantinos conseguiram se livrar da ameaça assinando um tratado, liberando o imperador Constantino IV Pogonato para lidar com os proto-búlgaros. Enquanto isso, Asparuque firmou uma aliança de proteção mútua contra os bizantinos com as sete tribos eslavas (e, provavelmente, os severianos) e fundou uma federação.

## Batalha
Os proto-búlgaros construíram paliçadas de madeira na região pantanosa perto da ilha Peuce. Os mangues forçaram os bizantinos a atacaram de uma posição mais fraca e em grupos menores, o que reduziu a força de seu exército. Através de contínuos ataques vindos das paliçadas, a defesa proto-búlgara conseguiu desorganizar o exército bizantino, que debandou e foi perseguido pela cavalaria proto-búlgara. Muitos soldados foram então mortos. De acordo com a crença popular, o imperador teria sofrido de dores nas pernas e foi em busca de tratamento a Nessebar, o que levou as tropas a acreditarem que ele havia abandonado o combate, provocando pânico. Quando os proto-búlgaros perceberam o que estava acontecendo, atacaram e derrotaram o desmoralizado inimigo.

## Consequências
Após a vitória, os proto-búlgaros avançaram para o sul e conquistaram as terras ao norte de Stara Planina. Em 681, eles invadiram a Trácia, derrotando os bizantinos novamente. Constantino IV se viu num impasse e propôs uma paz. Com o tratado de 681, os bizantinos reconheceram a criação de um novo estado búlgaro e foram obrigados a pagar um tributo anual para seus governantes, o que foi muito humilhante para o império que havia orgulhosamente derrotado o Império Sassânida e o Califado Omíada.

## Importância
Esta batalha foi um importante momento na história da Europa, pois levou à criação de um poderoso estado eslavo, que se tornaria uma superpotência nos séculos IX e X, juntamente com os bizantinos e os francos. A Bulgária se tornou um centro cultural e espiritual da Europa eslava por toda a Idade Média.